# Peter Koelewijn

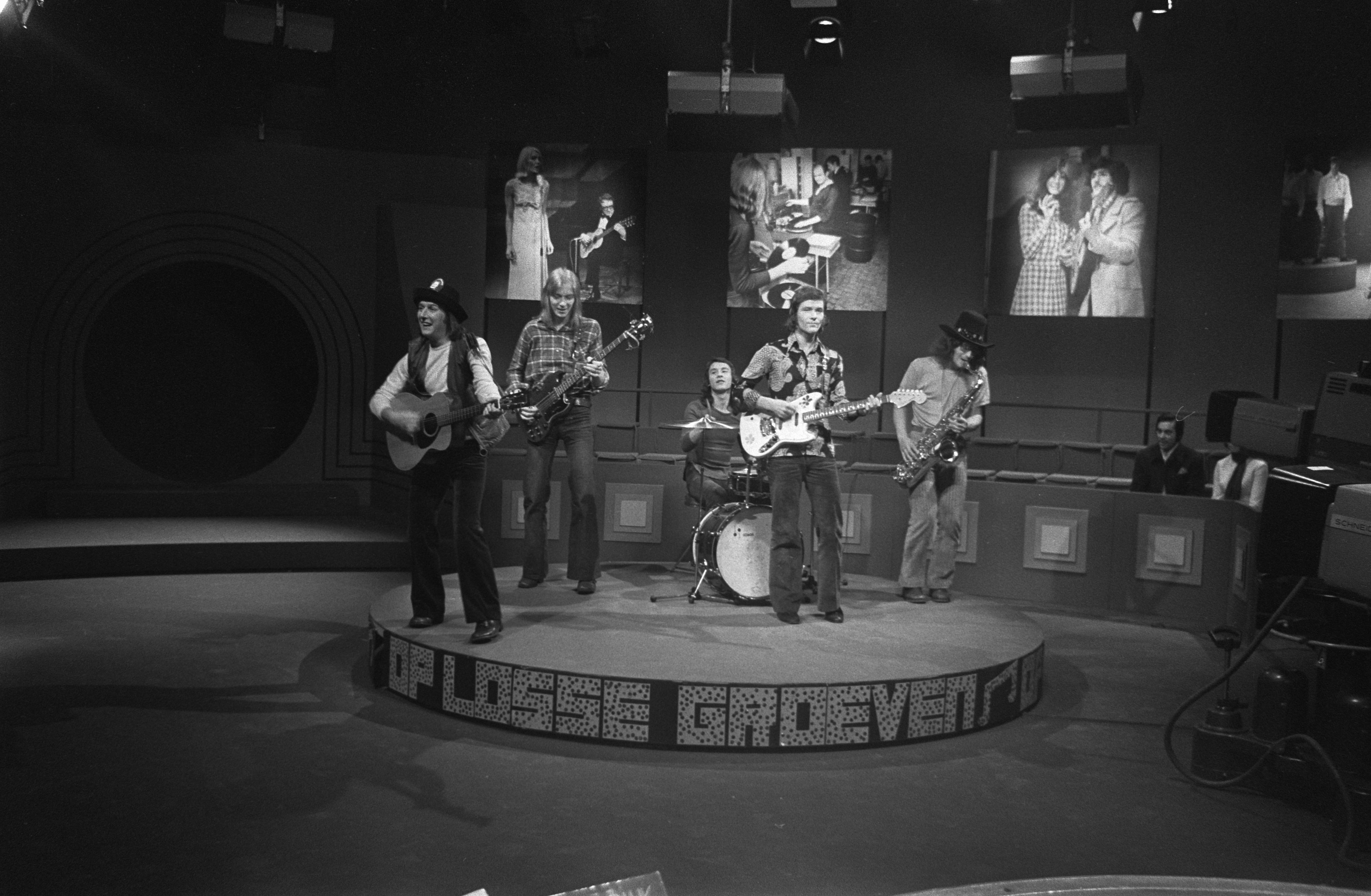
Peter en zijn Rockets in Op losse groeven (1971)

Peter Cornelis Koelewijn (Eindhoven, 29 december 1940) is een Nederlandse zanger, producent en radio-dj. Vanaf de jaren zestig heeft hij regelmatig hits gescoord, als uitvoerend artiest en als producent van het uitvoerend werk van andere artiesten.

## Biografie

### Jaren zestig
Koelewijn werd geboren in Stratum (Eindhoven), in een familie van visverkopers, als Peter Cornelis van Ewijk. Hij kreeg oorspronkelijk de naam van zijn moeder, omdat zijn vader toen nog met een andere vrouw getrouwd was. Later pas kreeg hij de naam Koelewijn. Hij kwam dit zelf pas op latere leeftijd te weten. Na de mulo en de hbs ging hij aanvankelijk werken als journalist bij de lokale krant, maar in de tussentijd begon hij zich al toe te leggen op de muziek. Koelewijn introduceerde, samen met zijn groep, onder de naam Peter en zijn Rockets de Nederlandstalige rock-'n-roll met de boogiewoogie Kom van dat dak af, die uitkwam in 1960 en een enorm succes werd in België en Nederland. De volgende jaren brachten Koelewijn en zijn Rockets verschillende rock-'n-roll singles uit, waaronder een single met Anneke Grönloh.
Koelewijn ging zich al snel toeleggen op het produceren van platen van andere artiesten. Bekende artiesten waarvan hij de muziek produceerde in die tijd zijn onder meer: Q65 (You're the Victor), Armand (En nou ik), Conny Vandenbos (Ik ben gelukkig zonder jou), Bonnie St. Claire, Egbert Douwe (Kom uit de bedstee mijn liefste), Ronnie en de Ronnies (Beestjes) en het Lowland Trio. Met Johan Cruijff maakte Koelewijn de plaat Oei oei oei, dat was me weer een loei.
Radio Veronica-diskjockey Joost den Draaijer maakte samen met Polydor-baas Freddy Haayen en Koelewijn onder de naam De Praatpalen de hitsingle Ome Sjakie. In de lente van 1969 volgde nog Maar dan kom ik. In de lente van 1970 nam de destijds in dienst van de VPRO zijnde Den Draaijer nogmaals met Haayen en Koelewijn onder de naam "The Freddies" een nummer op, Comedy is over now, dat één week op 40 in de Veronica Top 40 stond.
Radio Veronica-diskjockeys Lex Harding, Rob Out en Jan van Veen vormden het trio Los Piratos dat in december 1969 een alarmschijf en een minihit scoorde met Wij zijn piraten, een cover van het nummer Na na na hey hey kiss him goodbye van Steam. Het liedje verscheen nogmaals op single in 1971, ingezongen door Koelewijn en toen geheten Na na na hey hey van Tribune, nogmaals uitgebracht als Whoopy whistle van Los Piros. In 1972 werd de single Connie met op de B-kant Hela! uitgebracht met medewerking van de muziekkrant Oor.

### Jaren zeventig
Naast zanger werkte Koelewijn ook als producent en diskjockey. Ook was hij in de vroege jaren zeventig diskjockey bij de Nederlandstalige programma's van Radio Luxembourg, samen met Felix Meurders. Hij produceerde voor onder meer Ria Valk, Nico Haak, Willeke Alberti, Bonnie St. Claire, Ciska Peters, Herman van Keeken, Louis Neefs, Ronnie Tober en
Bart Jansen.
In 1970 startte hij samen met Harry van Hoof het duo Hal Dorado, dat slechts twee singles afleverde: The Bull and I (1970) en 240024. Verder begon Koelewijn weer muziek op te nemen met een nieuwe formatie van zijn Rockets . Allereerst kwam het nummer Kom van dat dak af opnieuw uit. Andere succesvolle singles uit deze periode zijn Mij oh mij, Robbie, Veronica sorry (met hulp van Piet Souer) en Angeline, m'n blonde sexmachine. In 1973 produceerde hij de grootste hit van Left Side; (Like a) Locomotion.
In 1977 bracht hij zijn veelgeprezen solo-album Het Beste In Mij Is Niet Goed Genoeg Voor Jou uit, waarop hij voor het eerst sterk persoonlijke liedjes had gezet. Bekende nummers van deze plaat zijn KL 204 (Als ik God was) en Je wordt ouder papa. Anno 2019 wordt er een nieuwe luxeversie van het album op cd uitgebracht. Deze versie bevat een boekwerkje met daarin een interview met Koelewijn waarin hij vertelt over het ontstaan van het album. Het album werd ook in het Engels opgenomen met de intentie om de plaat ook in het buitenland uit te brengen. Daar kwam uiteindelijk niets van. Voor het eerst is deze Engelse versie van het album te beluisteren doordat deze is toegevoegd bij deze nieuwe luxe-editie.
Eind jaren zeventig begon Koelewijn zijn eigen productie- en managementsbedrijf; 'Born Free'. Met de artiesten die bij 'Born Free' onder contract stonden (naast Koelewijn zelf onder anderen Rob de Nijs en Saskia & Serge) nam hij het nummer Een heel gelukkig kerstfeest op. Koelewijn hield 'Born Free' echter alweer snel voor gezien, en begon als manager van artiesten. In deze periode werkte hij onder meer kort samen met Hans van Hemert (bekend van onder meer Luv'). Daarna richtte Koelewijn in 1979 de meidengroep Babe op, waarvoor hij bijna alle platen produceerde en schreef.

### Jaren tachtig

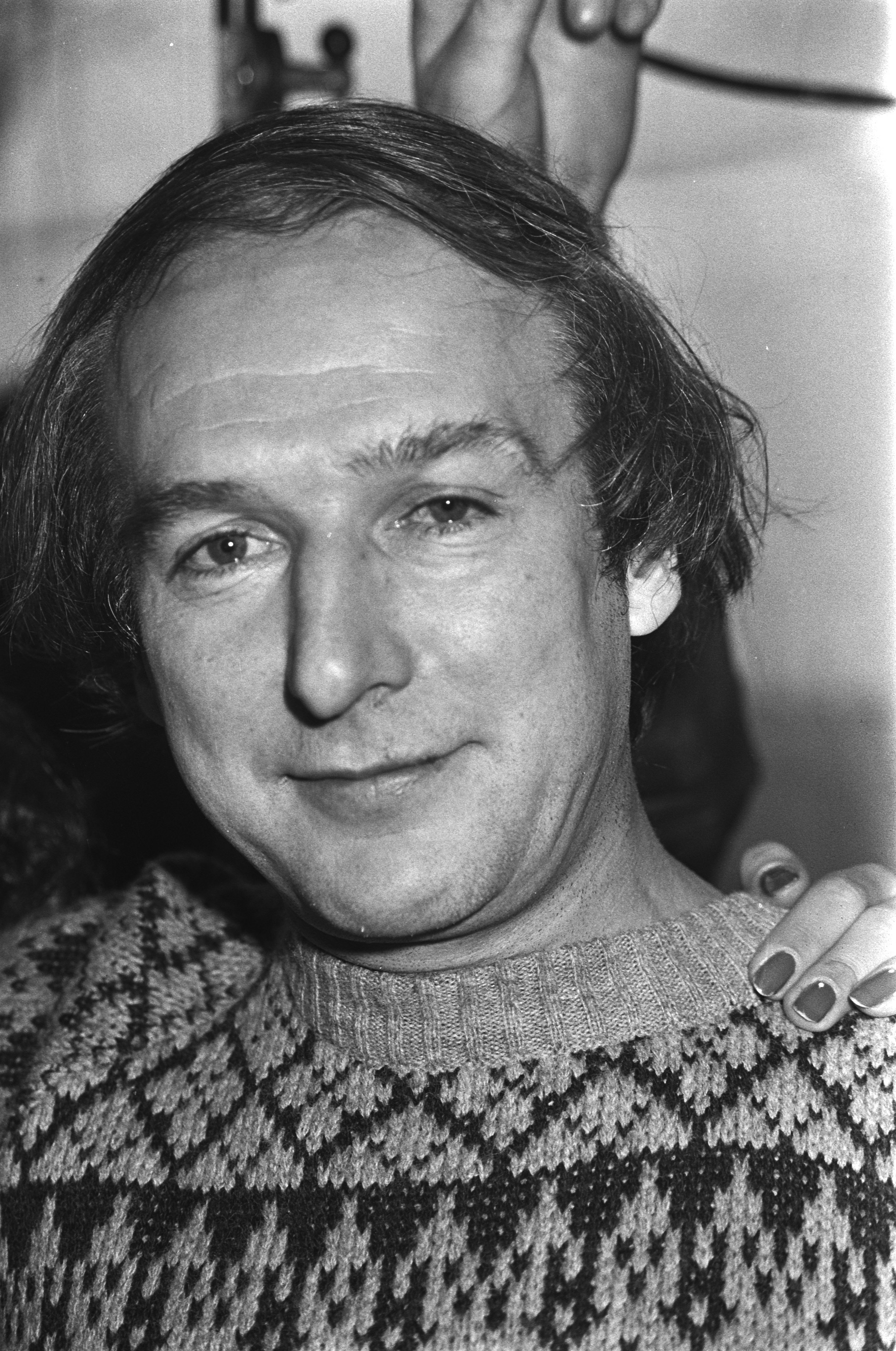
Peter Koelewijn (1981)

In 1981 begon Koelewijn weer op te treden met een begeleidingsband. Hij nam enkele platen op, waarvan Klap maar in je handen een live-versie van Veronica's Countdown de nummer 1-positie haalde in de Nationale Hitparade. Behalve sololiedjes scoorde hij ook enkele hits met Marga Bult, die bij Babe had gezongen en voor wie hij enkele jaren later het nummer Rechtop in de wind zou schrijven, waarmee ze vijfde werd op het Eurovisiesongfestival (1987). In de jaren 1983-1985 was hij twee seizoenen lang weer diskjockey bij de KRO op Hilversum 3. Van oktober 1983 tot en met september 1984 presenteerde hij Het leven begint na zeven op woensdagochtend en in het seizoen 1984-1985 Hitjes en Datjes op zondagavond van 18.00 tot 19.00.
Hij noemde zich hierbij steevast Peterensky Koelewensky, de man met de mooie blauwe ogen, de flaporen, de platvoeten en de donkerbruine stem.
Hij mocht niet zijn eigen platen draaien maar zong met gitaar wel songs van anderen.
In 1989 scoorde Koelewijn voor de vierde keer een hit met Kom van dat dak af, deze keer met de Nederlandse rappers MC Miker G & DJ Sven.
Ter gelegenheid van zijn vijftigste verjaardag kwam in 1990 een verzamelalbum uit met door hem geproduceerde liedjes: Koelewijn behoeft geen krans.

### Vanaf jaren negentig
Begin jaren negentig scoorde Koelewijn als producent een nummer 1-hit met het nummer As Dick me hullep nodig heb van Johan & de Groothandel. In 1995 scoorde hij onder de naam Gompie een nummer 1-hit met Alice, Who the Fuck Is Alice? en werd Alarmschijf. Op het producentenvlak is Koelewijn succesvol met onder andere Grant & Forsyth, Lee Towers en de Belgische artiesten Helmut Lotti, Lisa del Bo en Michael Junior.
Al die jaren trad en treedt Koelewijn ná de Rockets-perioden als soloartiest op. In 2007 kreeg hij de “Radio 2 Zendtijd Prijs” die hem in het Amsterdamse theater Carré werd uitgereikt tijdens een gala concert, waar veel artiesten door hem gecomponeerde songs ten gehore brachten. Naar aanleiding daarvan werd de cd Peter Koelewijn, mijn mooiste liedjes uitgebracht.
In 2008 heeft hij samen met Pater Moeskroen een liedje gemaakt, getiteld: Het zit er niet in dat ik oud word. Dit nummer staat op het album Pater Moeskroen komt van het dak af uit 2008, dat verder allemaal covers van liedjes van Koelewijn bevat.
Op vrijdag 13 november 2009 verscheen na 25 jaar een geheel nieuw album van Koelewijn. Op Een Gelukkig Man staan dertien Nederlandstalige liedjes. In 2011 nam Koelewijn deel aan het programma De beste zangers van Nederland.
Als voormalig muziekproducent nam Koelewijn zitting in het bestuur van diverse belangenbehartigingsorganisaties, zoals de Stichting Buma Cultuur voorheen Conamus, de PALM (Professionele Auteurs Lichte Muziek), het GONG (Genootschap van Onafhankelijke Nederlandse Geluidsproducers) en de Stemra.
In maart 2020 werd aan hem als 79-jarige een oeuvreprijs toegekend, de Lifetime Achievement Award van Buma.